# Parasenecio sinicus
Parasenecio sinicus là một loài thực vật có hoa trong họ Cúc. Loài này được (Ling) Y.L.Chen mô tả khoa học đầu tiên năm 1999.